# Casa de la Rúa (Oviedo)
La casa de la Rúa o casa del Marqués de Santa Cruz de Marcenado de Oviedo (Asturias, España) es uno de los edificios civiles más antiguos de la ciudad. Datado en el siglo XV, se trata de uno de los pocos edificios que sobrevivieron al gran incendio de la ciudad, en la Nochebuena de 1521.

## Historia
Edificada en el último cuarto del siglo XV, perteneció al contador de los Reyes Católicos, Rodrigo de la Rúa, si bien el edificio anterior pertenecía a Alonso González de la Rúa. En el siglo XVII pasó a manos del marqués de Santa Cruz de Marcenado.
Se trata de un ejemplo claro de arquitectura de la Edad Media, con vanos dispuestos de forma desordenada en la fachada y patio con jardín interior. El punto original del que parte la construcción fue una torre, hoy incluida en el edificio, del siglo XIV. No obstante el hallazgo de unas conocidas marcas de un cantero medieval en varios muros de la casa, fechan sus primeros orígenes a finales del siglo XIII. 
A finales del siglo XV incorpora la ventana de la Cruz, uno de sus elementos más característicos, y las bolas renacentistas decorativas de la cornisa.
En el siglo XVII la casa pasó a denominarse palacio de los marqueses de Santa Cruz de Marcenado debido al matrimonio entre Isabel Bernardo de la Rúa y Sebastián Vigil de Quiñones, distinguido por Carlos II como caballero de la Orden de Calatrava y primer marqués de Santa Cruz de Marcenado en 1679, motivo que dio lugar a la incorporación de los escudos con la cruz de Calatrava en la fachada.
En el siglo XVIII el edificio incorpora un cuerpo adosado a la fachada de tres pisos. Este añadido barroco supuso una gran ampliación en la superficie del palacio.
En 1928 se reconstruyó parte de la casa añadiendo un jardín interior y se realizó una primera rehabilitación del edificio. Se incorporó la escalinata de la entrada, el patio central con columnas y las chimeneas de sillares en los salones principales.
La última reforma se inició en el año 2008 y ha supuesto una rehabilitación integral del edificio. En ella colaboró un equipo de especialistas en arqueología, petrología e historia del arte de la Universidad de Oviedo, con el objetivo de lograr el máximo rigor histórico y artístico. Desde entonces es un centro privado de ocio y hostelería.